# Барон, Франсин

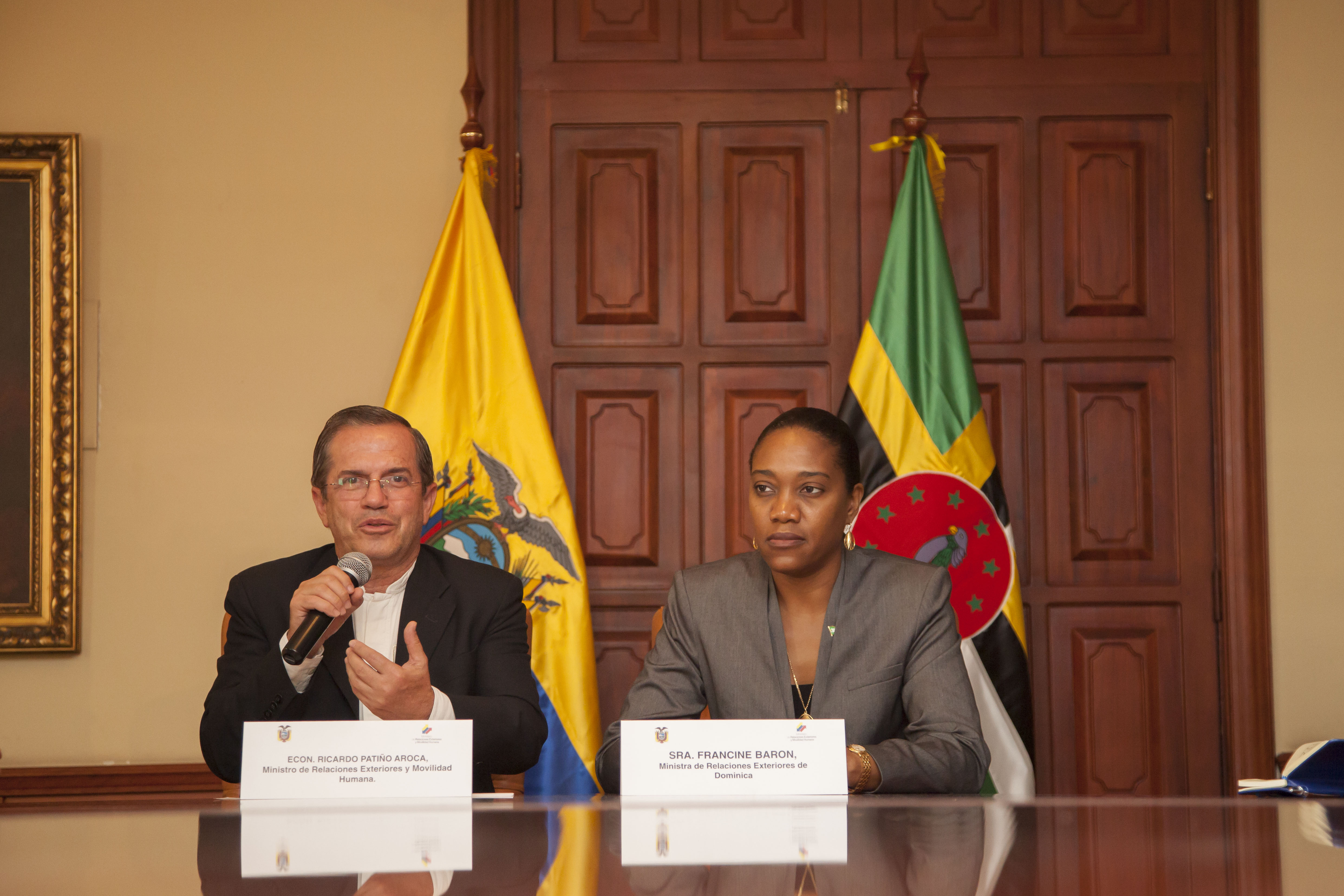
Франсин Барон и Министр иностранных дел Эквадора Рикардо Патиньо. 2015 г.

Франсин Барон (англ. Francine Baron) — доминикский политический и государственный деятель. Министр иностранных дел Доминики и по делам Карибского сообщества (CARICOM) (2014—2019). Юрист.

## Биография
Дочь политика и дипломата, главного министра Доминики Франклина Барона (1960—1961). Её дед, крупный доминикский предприниматель А. А. Барон, был членом Законодательного совета с 1925 по 1930-е годы.
После окончания монастырской школы и государственного колледжа, отправилась в Великобританию, где в 1991 году поступила в юридическую школу при университете BPP. В 1995 году была принята в коллегию адвокатов в Англии и Уэльсе в качестве барристера, члена палаты суда присяжных в Миддл-Тэмпл. Вернувшись на родину в 1996 году стала помощником юриста в de Freitas & de Freitas Chambers. Быстро поднявшись по карьерной лестнице, к 2005 году стала президентом Ассоциации адвокатов Доминики. С 2007 по 2010 год занимала пост генерального прокурора страны. Консультировала правительство по многим вопросам, в том числе касающимся Организации восточно-карибских государств (OECS).
Политик. Член лейбористской партии Доминики.
С 31 августа 2012 года по декабрь 2014 года в качестве Верховного комиссара Доминики в Великобритании представляла интересы своей страны в Соединённом Королевстве.
С 13 декабря 2014 года по декабрь 2019 года занимала пост министра иностранных дел Доминики и по делам Карибского сообщества (CARICOM).
14 ноября 2016 года в Сочи состоялась встреча министра иностранных дел России С. В. Лаврова с министром иностранных дел и по делам КАРИКОМ Содружества Доминики Ф. Барон.